# Stigmella laqueorum
Stigmella laqueorum là một loài bướm đêm thuộc họ Nepticulidae. Nó được tìm thấy ở New Zealand.
Chiều dài cánh trước là 3–4 mm. Ấu trùng ăn Olearia lyallii. Chúng ăn lá nơi chúng làm tổ.